# Břehnický potok
Břehnický potok je menší vodní tok ve Smrčinách a v Chebské pánvi, pravostranný přítok Ohře v okrese Cheb v Karlovarském kraji.
Délka toku měří 4 km, plocha povodí činí 9,2 km².

## Průběh toku
Potok pramení ve Smrčinách v nadmořské výšce 505 m asi 1,3 km od česko-bavorské hranice. Jeho pramenný rybníček se nachází západně od Svatého Kříže, osady okresního města Cheb.
Teče severním směrem mezi loukami a poli při okraji přírodního parku Smrčiny. Protéká soustavou rybníků a osadou Pelhřimov. Před železniční tratí a zastávkou Cheb-Skalka opouští Smrčiny a vtéká do Chebské pánve. Na chebském sídlišti Skalka mizí v zemi a potrubím pokračuje k řece Ohři, do které se zprava vlévá pod vodní nádrží Skalka.